# Воробьёв, Борис Сергеевич
Бори́с Серге́евич Воробьёв (22 января 1923 — 29 июня 1983) — советский дипломат. Чрезвычайный и полномочный посол.

## Биография
Член ВКП(б). Участник Великой Отечественной войны. Окончил Московский государственный педагогический институт иностранных языков (1951) и Высшую дипломатическую школу МИД СССР (1961). На дипломатической работе с 1952 года.
- В 1952—1958 годах — помощник, старший помощник начальника отдела Комитета информации при МИД СССР.
- В 1959 году — первый секретарь отдела Управления внешнеполитической информации МИД СССР.
- В 1959—1961 годах — слушатель Высшей дипломатической школы МИД СССР.
- В 1962—1968 годах — первый секретарь, советник Посольства СССР в Гане.
- В 1968—1970 годах — заместитель заведующего 2-м Африканским отделом МИД СССР.
- С 20 августа 1970 по 9 октября 1974 года — чрезвычайный и полномочный посол СССР в Нигерии[1].
- В 1974—1976 годах — в резерве МИД СССР.
- С 3 марта 1976 по 17 марта 1978 года — чрезвычайный и полномочный посол СССР в Анголе[2].
- В 1978—1982 годах — заместитель заведующего 2-м Африканским отделом МИД СССР.
- С 24 марта 1982 по 29 июня 1983 года — чрезвычайный и полномочный посол СССР в Судане[3].

Похоронен в Москве на Кунцевском кладбище (участок № 10).

## Награды
- Орден Красной Звезды (1966)
- Орден Дружбы народов (1983)
- Орден «Знак Почёта» (1971)
- Медаль «За отвагу»
- Медаль «За победу над Германией в Великой Отечественной войне 1941—1945 гг.» (1945)
- Медаль «За освобождение Праги» (1945)

## Дипломатический ранг
- Чрезвычайный и полномочный посол (12 сентября 1972)